# Jon Foster
Jon Foster (ur. 3 sierpnia 1984 w Fairfield, w stanie Iowa) – amerykański aktor i producent filmowy.

## Życiorys
Syn Stephena Fostera, dorastał wraz ze starszym bratem Benem (ur. 1980) w Fairfield, w stanie Iowa. Po raz pierwszy wystąpił na ekranie w serialach: Fox Luzik Guzik (Get Real, 1999) i CBS Potyczki Amy (Judging Amy, 2000) oraz kinowym filmie historycznym Trzynaście dni (Thirteen Days, 2000) u boku Kevina Costnera. W 2004 roku dorabiał jako model reklamujący ubrania Abercrombie & Fitch. Popularność zdobył rolą Damiena Cutlera w serialu Fox Life Fuks (Windfall, 2006).

## Życie prywatne
Spotykał się z Sally Martin i z Sophią Bush (2006).

## Filmografia

### Filmy kinowe
- 2009: Piętno przeszłości (Tenderness) jako Eric Poole
- 2008: Tajemnice Pittsburgha (The Mysteries of Pittsburgh) jako Art Bechstein
- 2006: Stay Alive jako Hutch MacNeil
- 2004: Drzwi w podłodze (The Door in the Floor) jako Eddie O'Hare
- 2003: Terminator 3: Bunt maszyn (Terminator 3: Rise of the Machines) jako ekspedient na stacji benzynowej
- 2000: Trzynaście dni (Thirteen Days) jako Kenny O'Donnell, Jr.

### Filmy telewizyjne
- 2002: Morderstwo w Greenwich (Murder in Greenwich) jako Michael Skakel

### Seriale telewizyjne
- 2009: Przypadek zgodny z planem (Accidentally on Purpose) jako Zac
- 2006: Fuks (Windfall) jako Damien Cutler
- 2005: Prawo i bezprawie (Law & Order: Special Victims Unit) jako Justin Sharp
- 2004–2005: Life As We Know It jako Ben Connor
- 2001: Danny jako Henry
- 2000: Potyczki Amy (Judging Amy) jako Gregory Dox
- 1999: Luzik Guzik (Get Real) jako Will